# Minami-Morimachi (metropolitana di Osaka)
Minami-Morimachi (南森町駅?, Minami-Morimachi-eki) è una stazione della Metropolitana di Osaka situata nell'area centrale della città, lungo la strada Sakaisuji. La stazione offre l'interscambio fra le linee Sakaisuji e Tanimachi.